# Requiem pour les temps atomiques
Le Requiem pour les temps atomiques est une pièce de musique religieuse composée en 1974 par Jean Daetwyler.

## Historique
Il a été composé après que Daetwyler se fut rendu en Pologne avec le groupe de danse Les Zachéos de Sierre, voyage au cours duquel il visita le camp de concentration d'Auschwitz. Cette vision apocalyptique ne le laissa pas indifférent et il composa alors la messe des morts, le Requiem pour les temps atomiques.

## Instrumentation
La pièce est écrite pour grand orchestre (cordes, bois, cuivres, percussions), chœur mixte à 4 voix (soprano, alto, ténor, basse) et deux solistes, basse et soprano.

## Textes
Les textes sont tirés de la suite liturgique de la messe des morts catholique, avec des ajouts de psaumes : Introit, Gradualis, Tractus, Dies Irae, Prophétie d'Esaïe (Lacrimosa), Offertoire, Psaume de David, Sanctus, Oratio, Agnus Dei, Communio, Prophétie de Jérémie, Libera me, Prophétie d'Ézéchiel.

## Interprétation
Le Requiem pour les temps atomiques a été créé et enregistré en partie le 6 janvier 1974 à l'église Sainte-Catherine de Sierre, sous la direction du compositeur lui-même. En 2007, année du centenaire de la naissance de Jean Daetwyler, l'œuvre est créée en entier par le chœur des collèges de Sion, sous la direction de Bernard Héritier ainsi que de l'orchestre du conservatoire de Sion, dirigé par Richard Métrailler (Bernard Héritier dirige l'œuvre). Les représentations ont eu lieu à Sion, Salle de la Matze, le 24 avril 2007, et à l'église de Chippis, le 26 avril 2007. La représentation de Chippis a fait l'objet d'un enregistrement. Les solistes étaient Anne-Laure Kénol, soprano, et Frédéric Moix, basse.